# Тидхольм, Андерс
Пер Андерс «Антон» Тидхольм (швед. Per Anders "Anton" Thidholm; род. 4 апреля 1954, Хернёсанд) — шведский кёрлингист и тренер по кёрлингу.
В составе мужской сборной команды Швеции участник чемпионата мира 1981, двух чемпионатов Европы, а также зимних Олимпийских игр 1988 (где кёрлинг был представлен как демонстрационный вид спорта).
В основном играл на позиции третьего.
В 1978 введён в Зал славы шведского кёрлинга (швед. Stora Curlare).

## Достижения
- Чемпионат Европы по кёрлингу: серебро (1978, 1979).
- Чемпионат Швеции по кёрлингу среди мужчин: золото (1981).
- Чемпионат Швеции по кёрлингу среди юниоров: золото (1974).

## Команды
| Сезон   | Четвёртый        | Третий          | Второй             | Первый          | Запасной     | Турниры                      |
| ------- | ---------------- | --------------- | ------------------ | --------------- | ------------ | ---------------------------- |
| 1973—74 | Андерс Тидхольм  | Рагнар Камп     | Кристер Мортенссон | Бьёрн Рудстрём  |              | ЧШЮ 1974                     |
| 1974—75 | Аксель Камп      | Рагнар Камп     | Бьёрн Рудстрём     | Андерс Тидхольм |              | [ 6 ]                        |
| 1977—78 | Bertil Timan     | Андерс Тидхольм | Анте Нильссон      | Ханс Сёдерстрём |              | [ 6 ]                        |
| 1978—79 | Андерс Тидхольм  | Ханс Сёдерстрём | Андерс Нильссон    | Bertil Timan    |              | ЧЕ 1978                      |
| 1979—80 | Ян Ульстен       | Андерс Тидхольм | Андерс Нильссон    | Ханс Сёдерстрём | Bertil Timan | ЧЕ 1979                      |
| 1980—81 | Ян Ульстен       | Андерс Тидхольм | Андерс Нильссон    | Ханс Сёдерстрём |              | ЧШМ 1981 · ЧМ 1981 (5 место) |
| 1987—88 | Дан-Ола Эрикссон | Андерс Тидхольм | Юнас Шёландер      | Кристер Нюлунд  | Сёрен Гран   | ЗОИ 1988 (демо) (5 место)    |

(скипы выделены полужирным шрифтом)

## Результаты как тренера национальных сборных
| Год  | Турнир                            | Сборная             | Место |
| ---- | --------------------------------- | ------------------- | ----- |
| 1994 | Чемпионат Европы по кёрлингу 1994 | Финляндия (мужчины) | 9     |
| 1995 | Чемпионат Европы по кёрлингу 1995 | Швеция (мужчины)    | 7     |